# Khalil ar-Rifa'i
Khalil ar-Rifa'i (arabiska خليل الرفاعي) född 1927 i Darb Alfok i Bagdad, död 9 oktober 2006 i Arbil, var en irakisk skådespelare som är känd från den irakiska Teater String och sparv, där hans rollperson heter Abu Faris.

## Roller på film, scen och TV
- Höghus 13 (arabiska عمارة 13). Irakisk film. Premiär 1987.
- Natten Varger II (arabiska ذئاب الليل ج2) TV-serie. Premiär 1996.